# Plectophanes
Plectophanes is een spinnengeslacht uit de familie Cycloctenidae.

## Soorten
- Plectophanes altus Forster, 1964
- Plectophanes archeyi Forster, 1964
- Plectophanes frontalis Bryant, 1935
- Plectophanes hollowayae Forster, 1964
- Plectophanes pilgrimi Forster, 1964